# Marghita
Marghita (in ungherese Margitta, in tedesco Margarethen am Brettenbach) è un municipio della Romania di 17 289 abitanti, ubicato nel distretto di Bihor, nella regione storica della Transilvania. Fanno parte del municipio anche le località di Cheț e Ghenetea.

## Storia
Il nome Marghita trae origine da Margit (Margherita) e tuttora santa Margherita è la patrona della città. Il primo documento in cui viene citata la città risale al 1216. Nel XIV secolo Marghita divenne un possedimento feudale dei signori d'Ungheria.
Nel 1376 il re Luigi I d'Ungheria concesse alla città il cosiddetto diritto di mercato e nei secoli successivi Marghita si sviluppò come centro di attività commerciali. Non mancarono anche qui rivolte contro il potere feudale, in particolare nel 1467 e nel 1514.
Nel 1823 circa la metà degli edifici della città venne distrutta da un grande incendio. La lenta ricostruzione giunse fino all'epoca della rivolta del 1848; dopo questi moti, gli abitanti furono riscattati dalla condizione di servi della gleba ed iniziarono a svilupparsi anche attività manifatturiere.
Dopo la seconda guerra mondiale, durante la quale circa 1.700 ebrei della città vennero sterminati nei campi di concentramento nazisti, l'avvento del regime comunista portò alla nazionalizzazione di industrie e terre coltivabili, con investimenti anche consistenti. Dopo la fine del comunismo, la città ha attraversato una fase di difficoltà e stagnazione economica, ma anche qui si vedono negli ultimi anni segnali di ripresa analoghi a quelli del resto della Romania.